# Robert Hans Vethaak
Robert Hans Vethaak (Zaandam, 30 juli 1961) is een Nederlands jazzmusicus. Hij is bandleider, klarinettist en saxofonist.

## Opleiding en vroege carrière
Op zesjarige leeftijd begon Vethaak met pianolessen bij J. Kolvers. Tussen 1975 en 1979 kreeg hij klarinetlessen van S. Karten en Ernst Karten. Van 1986 tot 1991 studeerde hij klarinet bij Ad van der Hoed en behaalde in 1994 het staatsexamen algemene muziekleer. Als autodidact op het gebied van arrangeren werd hij muzikaal sterk beïnvloed door Peter Schilperoort.
Op 15-jarige leeftijd richtte Vethaak zijn eerste band op, The Original Favourites, bestaande uit jonge muzikanten. Ze traden op in locaties zoals Kijkschuur de Lelie en de Speeldoos, met begeleiding van onder anderen Piet van Marle en Klaas de Boer.

## Professionele loopbaan
Na zijn schooltijd werkte Vethaak bij een pianowinkel in de Zaanstreek, waar hij het vak van pianotechnicus leerde. Dit stelde hem in staat om zich muzikaal verder te ontwikkelen. Naast jazz speelde hij ook in dansorkesten eind jaren '70 en begin jaren '80 van de 20e eeuw.
In 1979 speelde hij baritonsaxofoon in de Zaanse Big Band onder leiding van Ruud Hackmann en maakte daar zijn eerste arrangementen voor bigband. Na het uiteenvallen van The Original Favourites in 1986, richtte hij het Amazing Swing Quartet op, met onder anderen drummer Rein van Zanen. Ze traden op tijdens talloze concerten en festivals.
In 1984 trad Vethaak toe tot het bestuur van de Zaanse Jazzclub en was medeorganisator van de eerste drie jazzfestivals. Van 1985 tot 1990 was hij dirigent van Big Band Concordia uit Oostzaan. Met het Amazing Swing Quartet verzorgde hij meerdere radio-uitzendingen bij Zaanradio, onder andere met pianist Ger Hackmann.

## Latere projecten en onderscheidingen
In 2000 speelde Vethaak met de Sunshine Jazz Band onder leiding van Cees Klinkenberg en later met de McDixie Swing Company van Kees Jan Hoogenboom, waar hij bijdroeg met arrangementen en als klarinettist, sopraan- en baritonsaxofonist.
In 2014 bracht hij de solo-cd According to Robert uit, waarop hij eigen begeleidingspartijen op keyboard inspeelde en deze combineerde met blaasinstrumenten. Het album bevatte niet alleen jazz, maar ook pop en rock-'n-roll.
Van 2013 tot 2024 leidde hij de FBI Jazzband, die onder zijn leiding uitgroeide tot een topband met optredens op festivals, concerten en dansavonden. Na de coronapandemie verliet hij de band en hervatte hij het Amazing Swing Quartet met Rein van Zanen, Bob Hos, Jan Willem van Dusseldorp en incidenteel gitarist Emil Georgiev. Daarnaast trad hij op als solopianist in cafés en kroegen.
Sinds 2014 is Vethaak betrokken bij de Big Band Blue Tube en specialiseert hij zich in het arrangeren van muziek uit de jaren '20 en '30 van de vorige eeuw.
In 2017 werd hij benoemd tot lid in de Orde van Oranje-Nassau voor zijn veertigjarige bijdrage aan de jazzmuziek.
In 2024 componeerde hij filmmuziek voor de stomme film Nosferatu uit 1922 van Friedrich Wilhelm Murnau, de eerste verfilming van Dracula van Bram Stoker.
Naast zijn activiteiten als jazzmusicus is Vethaak ook actief als organisator van jazzfestivals, promotor van concerten en arrangeur. Sinds 1999 begeleidt hij diverse Zaanse koren als pianist.